# 2018-as Formula–1 azeri nagydíj
Az azeri nagydíj volt a 2018-as Formula–1 világbajnokság negyedik futama, amelyet 2018. április 27. és április 29. között rendeztek meg a Baku City Circuit utcai versenypályán, Bakuban.

## Választható keverékek
| Abroncs            | Friss | Használt |
| ------------------ | ----- | -------- |
| Lágy keverék       |       |          |
| Szuperlágy keverék |       |          |
| Ultralágy keverék  |       |          |
| Átmeneti esőgumi   |       |          |
| Teljes esőgumi     |       |          |

## Szabadedzések

### Első szabadedzés
Az azeri nagydíj első szabadedzését április 27-én, pénteken délelőtt tartották.
| helyezés | versenyző         | csapat/motor         | elért idő | különbség | futott kör |
| -------- | ----------------- | -------------------- | --------- | --------- | ---------- |
| 1        | Valtteri Bottas   | Mercedes             | 1:44,242  | −         | 26         |
| 2        | Daniel Ricciardo  | Red Bull-TAG Heuer   | 1:44,277  | +0,035    | 24         |
| 3        | Sergio Pérez      | Force India-Mercedes | 1:45,075  | +0,833    | 26         |
| 4        | Lewis Hamilton    | Mercedes             | 1:45,200  | +0,958    | 24         |
| 5        | Esteban Ocon      | Force India-Mercedes | 1:45,237  | +0,995    | 29         |
| 6        | Max Verstappen    | Red Bull-TAG Heuer   | 1:45,559  | +1,317    | 11         |
| 7        | Fernando Alonso   | McLaren-Renault      | 1:46,465  | +2,223    | 25         |
| 8        | Szergej Szirotkin | Williams-Mercedes    | 1:46,480  | +2,238    | 28         |
| 9        | Pierre Gasly      | Toro Rosso-Honda     | 1:46,492  | +2,250    | 18         |
| 10       | Sebastian Vettel  | Ferrari              | 1:46,513  | +2,271    | 18         |
| 11       | Lance Stroll      | Williams-Mercedes    | 1:46,590  | +2,348    | 26         |
| 12       | Brendon Hartley   | Toro Rosso-Honda     | 1:46,747  | +2,505    | 32         |
| 13       | Nico Hülkenberg   | Renault              | 1:46,749  | +2,507    | 11         |
| 14       | Romain Grosjean   | Haas-Ferrari         | 1:46,856  | +2,614    | 23         |
| 15       | Kimi Räikkönen    | Ferrari              | 1:46,861  | +2,619    | 10         |
| 16       | Charles Leclerc   | Sauber-Ferrari       | 1:46,875  | +2,633    | 21         |
| 17       | Marcus Ericsson   | Sauber-Ferrari       | 1:47,073  | +2,831    | 21         |
| 18       | Kevin Magnussen   | Haas-Ferrari         | 1:47,434  | +3,192    | 18         |
| 19       | Stoffel Vandoorne | McLaren-Renault      | 1:47,967  | +3,725    | 21         |
| 20       | Carlos Sainz Jr.  | Renault              | 1:48,741  | +4,499    | 11         |

### Második szabadedzés
Az azeri nagydíj második szabadedzését április 27-én, pénteken délután tartották.
| helyezés | versenyző         | csapat/motor         | elért idő | különbség | futott kör |
| -------- | ----------------- | -------------------- | --------- | --------- | ---------- |
| 1        | Daniel Ricciardo  | Red Bull-TAG Heuer   | 1:42,795  | −         | 35         |
| 2        | Kimi Räikkönen    | Ferrari              | 1:42,864  | +0,069    | 33         |
| 3        | Max Verstappen    | Red Bull-TAG Heuer   | 1:42,911  | +0,116    | 27         |
| 4        | Valtteri Bottas   | Mercedes             | 1:43,570  | +0,775    | 25         |
| 5        | Lewis Hamilton    | Mercedes             | 1:43,603  | +0,808    | 31         |
| 6        | Fernando Alonso   | McLaren-Renault      | 1:43,700  | +0,905    | 34         |
| 7        | Esteban Ocon      | Force India-Mercedes | 1:43,814  | +1,019    | 30         |
| 8        | Carlos Sainz Jr.  | Renault              | 1:43,834  | +1,039    | 36         |
| 9        | Kevin Magnussen   | Haas-Ferrari         | 1:43,977  | +1,182    | 29         |
| 10       | Nico Hülkenberg   | Renault              | 1:44,091  | +1,296    | 33         |
| 11       | Sebastian Vettel  | Ferrari              | 1:44,127  | +1,332    | 38         |
| 12       | Sergio Pérez      | Force India-Mercedes | 1:44,142  | +1,347    | 31         |
| 13       | Romain Grosjean   | Haas-Ferrari         | 1:44,425  | +1,630    | 27         |
| 14       | Lance Stroll      | Williams-Mercedes    | 1:44,459  | +1,664    | 31         |
| 15       | Pierre Gasly      | Toro Rosso-Honda     | 1:44,712  | +1,917    | 39         |
| 16       | Charles Leclerc   | Sauber-Ferrari       | 1:44,940  | +2,145    | 30         |
| 17       | Szergej Szirotkin | Williams-Mercedes    | 1:45,007  | +2,212    | 33         |
| 18       | Brendon Hartley   | Toro Rosso-Honda     | 1:45,051  | +2,256    | 36         |
| 19       | Stoffel Vandoorne | McLaren-Renault      | 1:45,288  | +2,493    | 29         |
| 20       | Marcus Ericsson   | Sauber-Ferrari       | 1:46,042  | +3,247    | 9          |

### Harmadik szabadedzés
Az azeri nagydíj harmadik szabadedzését április 28-án, szombaton délelőtt tartották.
| helyezés | versenyző         | csapat/motor         | elért idő | különbség | futott kör |
| -------- | ----------------- | -------------------- | --------- | --------- | ---------- |
| 1        | Sebastian Vettel  | Ferrari              | 1:43,091  | −         | 17         |
| 2        | Lewis Hamilton    | Mercedes             | 1:43,452  | +0,361    | 16         |
| 3        | Kimi Räikkönen    | Ferrari              | 1:43,493  | +0,402    | 17         |
| 4        | Max Verstappen    | Red Bull-TAG Heuer   | 1:43,519  | +0,428    | 17         |
| 5        | Valtteri Bottas   | Mercedes             | 1:43,569  | +0,478    | 20         |
| 6        | Sergio Pérez      | Force India-Mercedes | 1:43,936  | +0,845    | 9          |
| 7        | Kevin Magnussen   | Haas-Ferrari         | 1:43,958  | +0,867    | 11         |
| 8        | Lance Stroll      | Williams-Mercedes    | 1:44,123  | +1,032    | 8          |
| 9        | Esteban Ocon      | Force India-Mercedes | 1:44,220  | +1,129    | 11         |
| 10       | Szergej Szirotkin | Williams-Mercedes    | 1:44,534  | +1,443    | 9          |
| 11       | Fernando Alonso   | McLaren-Renault      | 1:44,763  | +1,672    | 12         |
| 12       | Daniel Ricciardo  | Red Bull-TAG Heuer   | 1:44,861  | +1,770    | 17         |
| 13       | Pierre Gasly      | Toro Rosso-Honda     | 1:44,905  | +1,814    | 16         |
| 14       | Charles Leclerc   | Sauber-Ferrari       | 1:45,218  | +2,127    | 15         |
| 15       | Romain Grosjean   | Haas-Ferrari         | 1:45,261  | +2,170    | 12         |
| 16       | Carlos Sainz Jr.  | Renault              | 1:45,432  | +2,341    | 15         |
| 17       | Nico Hülkenberg   | Renault              | 1:45,456  | +2,365    | 11         |
| 18       | Stoffel Vandoorne | McLaren-Renault      | 1:45,505  | +2,414    | 13         |
| 19       | Marcus Ericsson   | Sauber-Ferrari       | 1:45,910  | +2,819    | 17         |
| 20       | Brendon Hartley   | Toro Rosso-Honda     | 1:46,186  | +3,095    | 11         |

## Időmérő edzés
Az azeri nagydíj időmérő edzését április 28-án, szombaton futották.
| helyezés              | rajtszám | versenyző         | csapat/motor         | 1. rész    | 2. rész  | 3. rész  | rajthely | futott kör |
| --------------------- | -------- | ----------------- | -------------------- | ---------- | -------- | -------- | -------- | ---------- |
| 1                     | 5        | Sebastian Vettel  | Ferrari              | 1:42,762   | 1:43,015 | 1:41,498 | 1        | 19         |
| 2                     | 44       | Lewis Hamilton    | Mercedes             | 1:42,693   | 1:42,676 | 1:41,677 | 2        | 21         |
| 3                     | 77       | Valtteri Bottas   | Mercedes             | 1:43,355   | 1:42,679 | 1:41,837 | 3        | 21         |
| 4                     | 3        | Daniel Ricciardo  | Red Bull-TAG Heuer   | 1:42,857   | 1:43,482 | 1:41,911 | 4        | 20         |
| 5                     | 33       | Max Verstappen    | Red Bull-TAG Heuer   | 1:42,642   | 1:42,901 | 1:41,994 | 5        | 19         |
| 6                     | 7        | Kimi Räikkönen    | Ferrari              | 1:42,538   | 1:42,510 | 1:42,490 | 6        | 20         |
| 7                     | 31       | Esteban Ocon      | Force India-Mercedes | 1:43,021   | 1:42,967 | 1:42,523 | 7        | 20         |
| 8                     | 11       | Sergio Pérez      | Force India-Mercedes | 1:43,992   | 1:43,366 | 1:42,547 | 8        | 20         |
| 9                     | 27       | Nico Hülkenberg   | Renault              | 1:43,746   | 1:43,232 | 1:43,066 | 14[1]    | 20         |
| 10                    | 55       | Carlos Sainz Jr.  | Renault              | 1:43,426   | 1:43,464 | 1:43,351 | 9        | 20         |
| 11                    | 18       | Lance Stroll      | Williams-Mercedes    | 1:44,359   | 1:43,585 |          | 10       | 16         |
| 12                    | 35       | Szergej Szirotkin | Williams-Mercedes    | 1:44,261   | 1:43,886 |          | 11       | 17         |
| 13                    | 14       | Fernando Alonso   | McLaren-Renault      | 1:44,010   | 1:44,019 |          | 12       | 16         |
| 14                    | 16       | Charles Leclerc   | Sauber-Ferrari       | 1:43,752   | 1:44,074 |          | 13       | 17         |
| 15                    | 20       | Kevin Magnussen   | Haas-Ferrari         | 1:43,674   | 1:44,759 |          | 15       | 14         |
| 16                    | 2        | Stoffel Vandoorne | McLaren-Renault      | 1:44,489   |          |          | 16       | 8          |
| 17                    | 10       | Pierre Gasly      | Toro Rosso-Honda     | 1:44,496   |          |          | 17       | 9          |
| 18                    | 9        | Marcus Ericsson   | Sauber-Ferrari       | 1:45,541   |          |          | 18       | 10         |
| 107%-os idő: 1:49,715 |          |                   |                      |            |          |          |          |            |
| NK                    | 28       | Brendon Hartley   | Toro Rosso-Honda     | 1:57,354   |          |          | 19[2]    | 5          |
| NK                    | 8        | Romain Grosjean   | Haas-Ferrari         | idő nélkül |          |          | 20[2]    | 2          |

Megjegyzés:
- ↑ 1:  — Nico Hülkenberg autójában sebességváltót kellett cserélni az időmérő edzés előtt, ezért 5 rajthelyes büntetést kapott.[3]
- ↑ 2:  — Brendon Hartley és Romain Grosjean nem tudták teljesíteni a 107%-os időt (Hartley legjobb ideje elmaradt attól, Grosjean pedig mért kört sem tudott megtenni), így nem kvalifikálták magukat a versenyre, de mindketten megkapták a rajtengedélyt. Grosjean autójában az időmérő edzés után sebességváltót is cseréltek, ezért 5 rajthelyes büntetést is kapott, rajtpozícióját ez nem befolyásolta.[4]

## Futam
Az azeri nagydíj futama április 29-én, vasárnap rajtolt.
| helyezés | rajtszám | versenyző         | csapat/motor         | futott kör | idő/kiesés oka | rajthely | abroncs | pont |
| -------- | -------- | ----------------- | -------------------- | ---------- | -------------- | -------- | ------- | ---- |
| 1        | 44       | Lewis Hamilton    | Mercedes             | 51         | 1:43:44,291    | 2        |         | 25   |
| 2        | 7        | Kimi Räikkönen    | Ferrari              | 51         | +2,460         | 6        |         | 18   |
| 3        | 11       | Sergio Pérez      | Force India-Mercedes | 51         | +4,024         | 8        |         | 15   |
| 4        | 5        | Sebastian Vettel  | Ferrari              | 51         | +5,329         | 1        |         | 12   |
| 5        | 55       | Carlos Sainz Jr.  | Renault              | 51         | +7,515         | 9        |         | 10   |
| 6        | 16       | Charles Leclerc   | Sauber-Ferrari       | 51         | +9,158         | 13       |         | 8    |
| 7        | 14       | Fernando Alonso   | McLaren-Renault      | 51         | +10,931        | 12       |         | 6    |
| 8        | 18       | Lance Stroll      | Williams-Mercedes    | 51         | +12,546        | 10       |         | 4    |
| 9        | 2        | Stoffel Vandoorne | McLaren-Renault      | 51         | +14,152        | 16       |         | 2    |
| 10       | 28       | Brendon Hartley   | Toro Rosso-Honda     | 51         | +18,030        | 19       |         | 1    |
| 11       | 9        | Marcus Ericsson   | Sauber-Ferrari       | 51         | +18,512        | 18       |         |      |
| 12       | 10       | Pierre Gasly      | Toro Rosso-Honda     | 51         | +24,720        | 17       |         |      |
| 13       | 20       | Kevin Magnussen   | Haas-Ferrari         | 51         | +40,663[1]     | 15       |         |      |
| 14[2]    | 77       | Valtteri Bottas   | Mercedes             | 48         | defekt         | 3        |         |      |
| ki       | 8        | Romain Grosjean   | Haas-Ferrari         | 42         | baleset        | 20       |         |      |
| ki       | 33       | Max Verstappen    | Red Bull-TAG Heuer   | 39         | baleset        | 5        |         |      |
| ki       | 3        | Daniel Ricciardo  | Red Bull-TAG Heuer   | 39         | baleset        | 4        |         |      |
| ki       | 27       | Nico Hülkenberg   | Renault              | 10         | baleset        | 14       |         |      |
| ki       | 31       | Esteban Ocon      | Force India-Mercedes | 0          | baleset        | 7        |         |      |
| ki       | 35       | Szergej Szirotkin | Williams-Mercedes    | 0          | baleset        | 11       |         |      |

Megjegyzés:
- ↑ 1:  — Kevin Magnussen utólag kapott egy 10 másodperces időbüntetést a Pierre Gaslyval történt elkerülhető baleset okozásáért.[6]
- ↑ 2:  — Valtteri Bottas nem ért célba, de a helyezését értékelték, mert a versenytáv több, mint 90%-át teljesítette.

## A világbajnokság állása a verseny után
| H   | Versenyzők       | Pont | H   | Konstruktőrök        | Pont |
| --- | ---------------- | ---- | --- | -------------------- | ---- |
| 1.  | Lewis Hamilton   | 70   | 1.  | Ferrari              | 114  |
| 2.  | Sebastian Vettel | 66   | 2.  | Mercedes             | 110  |
| 3.  | Kimi Räikkönen   | 48   | 3.  | Red Bull-TAG Heuer   | 55   |
| 4.  | Valtteri Bottas  | 40   | 4.  | McLaren-Renault      | 36   |
| 5.  | Daniel Ricciardo | 37   | 5.  | Renault              | 35   |
| 6.  | Fernando Alonso  | 28   | 6.  | Force India-Mercedes | 16   |
| 7.  | Nico Hülkenberg  | 22   | 7.  | Toro Rosso-Honda     | 13   |
| 8.  | Max Verstappen   | 18   | 8.  | Haas-Ferrari         | 11   |
| 9.  | Sergio Pérez     | 15   | 9.  | Sauber-Ferrari       | 10   |
| 10. | Carlos Sainz Jr. | 13   | 10. | Williams-Mercedes    | 4    |

(A teljes táblázat)

## Statisztikák
- Vezető helyen:
  - Sebastian Vettel: 30 kör (1-30)
  - Valtteri Bottas: 18 kör (31-48)
  - Lewis Hamilton: 3 kör (49-51)
- Sebastian Vettel 53. pole-pozíciója.
- Lewis Hamilton 63. futamgyőzelme.
- Valtteri Bottas 5. versenyben futott leggyorsabb köre.
- A Mercedes 77. futamgyőzelme.
- Lewis Hamilton 120., Kimi Räikkönen 94., Sergio Pérez 8. dobogós helyezése.